# 1190 Pelagia
Pelagia (asteróide 1190) é um asteróide da cintura principal com um diâmetro de 17,45 quilómetros, a 2,107426 UA. Possui uma excentricidade de 0,133113 e um período orbital de 1 384,46 dias (3,79 anos).
Pelagia tem uma velocidade orbital média de 19,1028349 km/s e uma inclinação de 3,16917º.
Esse asteróide foi descoberto em 20 de Setembro de 1930 por Grigory Neujmin.